# گمینا دوبرا (استان لهستان بزرگ‌تر)
گمینا دوبرا (استان لهستان بزرگ‌تر) (به لهستانی:  Gmina Dobra) یک گمینا در لهستان است که در شهرستان تورک واقع شده‌است. گمینا دوبرا ۱۳۱٫۷۹ کیلومتر مربع مساحت و ۶٬۳۶۸ نفر جمعیت دارد.